# Hooké
Hooké est une émission de télévision documentaire canadienne portant sur le monde de la pêche à la mouche sportive diffusée depuis le 7 avril 2016 sur la chaîne Unis TV. Elle est aussi diffusée sur les chaînes TV5 Québec Canada et TV5 Monde.

## Synopsis
La tribu Hooké est un regroupement d'adeptes de la pêche à la mouche qui voyage à travers le Canada et le monde à la recherche des meilleures rivières pour pratiquer leur sports. Des rivières coulant dans les vallées des Rocheuses, aux grands cours d'eau presque vierges du Grand Nord canadien et aux rivières d'eau claire du Québec et des provinces atlantiques, ils sont toujours à la recherche des plus beaux spécimens de poissons qu'ils peuvent attraper. Lors de leurs expéditions de pêche sportive, ils pratiquent toujours la remise à l'eau, après avoir pris quelques images des poissons qu'ils ont attrapés.
L'émission se veut une façon différente de voir et de montrer la pêche à la mouche. Chaque épisode est présenté comme une aventure et s'attarde aux aspects de protection de l'environnement et à la beauté des paysages dans lesquels prend place l'activité. Elle met aussi en valeur le plaisir et le sentiment de camaraderie au sein du groupe qui découlent de cette activité de plein air. À chaque destination, les animateurs rencontrent des gens travaillant dans l'industrie de la pêche à la mouche, des guides au fabricants artisanaux de mouches et les laissent s'exprimer librement sur leur passion.

## Hooké à la chasse
À la suite des quatre saisons de la série mettant en scène la tribu Hooké dans leurs expéditions de pêche, la série Hooké à la chasse voit les membres du groupe troquer leurs cannes à pêche pour des carabines. La série produite en 2019 présente le même esprit de camaraderie et la même passion pour le respect de l'environnement et la beauté de la nature. Grâce à cette émission, le groupe veut démystifier les tabous entourant la pratique de la chasse et démontrer que cette activité peut être respectueuse de la nature et pratiquée de façon éthique et dynamique.